# Влци Жилина
«Влци Жилина» (словац. Vlci Žilina) — хоккейный клуб из города Жилина, Словакия.
С 2001 года входит в состав Словацкой экстралиги.
Цвета клуба: жёлтый, зелёный.

## История
Чемпион Словакии сезона 2005/06. Победитель I словацкого дивизиона в сезоне 2000/2001. В сезонах 1964/65, 1984/85 и 1991/92 команда выиграла чемпионат в Словацкой Народной Лиге.
В сезоне 2010/11 МсХК «Жилина» в Словацкой экстралиге заняла 10 место.
В мае 2020 года администрация города Жилина, которому принадлежало 100 % акций клуба, продал его частной комании «Лупица», а новые владельцы переименовали клуб в «Влци Жилина».

## Статистика

### Словацкая экстралига
- 1 место: 2005/06
- 5 место: 2003/04
- 6 место: 2004/05
- 8 место: 2001/02, 2002/03, 2007/08
- 9 место: 2008/09
- 10 место:  2006/07, 2009/10, 2010/11